# Lophuromys stanleyi
Lophuromys stanleyi és un rosegador del gènere Lophuromys que és endèmic de les muntanyes Rwenzori (est de la República Democràtica del Congo i oest d'Uganda). Se'l pot distingir de L. woosnami i L. ansorgei per una sèrie de característiques cranials. Pesa 36-55 g i té una llargada corporal de 113-126 mm, sense comptar la cua, que mesura 40-80 mm. Les potes posteriors fan 22,0-24,0 mm i les orelles 16,0-19,0 mm.
Aquest tàxon fou anomenat en honor del zoòleg estatunidenc William Stanley.